# Montier-en-l’Isle
Montier-en-l’Isle ist eine  französische Gemeinde im Département Aube in der Region Grand Est. Sie gehört zum Arrondissement Bar-sur-Aube und zum Kanton Bar-sur-Aube. 
Die Gemeinde Montier-en-l’Isle liegt an der Aube und grenzt im Norden an Lévigny, im Nordosten an Arrentières, im Südosten an Ailleville, im Süden an Proverville, im Südwesten an Jaucourt und im Nordwesten an Arsonval.

## Bevölkerungsentwicklung

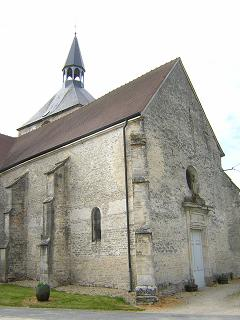
Kirche St. Peter und Paul

| Jahr                       | 1962 | 1968 | 1975 | 1982 | 1990 | 1999 | 2008 | 2018 |
| -------------------------- | ---- | ---- | ---- | ---- | ---- | ---- | ---- | ---- |
| Einwohner                  | 181  | 204  | 180  | 165  | 206  | 235  | 204  | 229  |
| Quellen: Cassini und INSEE |      |      |      |      |      |      |      |      |